# Trattato Giappone-Corea del 1876
Il trattato Giappone-Corea del 1876, noto in Giappone come trattato di amicizia Giappone-Corea (日朝修好条規, Nitchō- shūkōjōki) e in Corea come trattato dell'isola di Ganghwa (강화도 조약, Ganghwado Joyak), stipulato tra i rappresentanti dell'Impero giapponese e il Regno di Joseon coreano il 26 febbraio 1876, pose fine allo status di Joseon come stato tributario della dinastia Qing e aprì tre porti coreani al commercio giapponese.

## Contesto

### Ascesa del Daewongun
Nel gennaio 1864 il re Cheoljong di Joseon morì senza eredi e gli succedette il dodicenne Gojong, sotto la reggenza di suo padre Yi Ha-ŭng. Quest'ultimo divenne il Daewongun ("principe della grande corte"), titolo che in origine indicava una persona che non era effettivamente il re, ma il cui figlio era salito al trono. Il Daewongun avviò riforme per rafforzare la monarchia a spese della classe yangban.
Già prima del XIX secolo i coreani mantenevano relazioni diplomatiche solo con la Cina, che riconosceva come sua sovrana, e con il Giappone. Il commercio estero era praticamente limitato alla Cina e si svolgeva in luoghi designati lungo il confine tra Cina e Corea. Il commercio con il Giappone avveniva solo attraverso un piccolo complesso fortificato a Pusan, il waegwan,. Verso la metà del XIX secolo gli occidentali si riferivano alla Corea come al Regno eremita. Il Daewongun era determinato a portare avanti la tradizionale politica isolazionista della Corea e ad epurare il regno da qualsiasi idea straniera che vi si fosse infiltrata. I disastrosi eventi verificatisi in Cina, tra i quali le due guerre dell'oppio, rafforzarono la sua determinazione a separare la Corea dal resto del mondo.

### Tentativi delle potenze occidentali di stabilire relazioni con la Corea
Dall'inizio alla metà del XIX secolo le navi delle potenze occidentali cominciarono a fare frequenti apparizioni nelle acque coreane, allo scopo di stabilire rotte marittime e rapporti commerciali. Il governo coreano era estremamente diffidente e si riferiva a queste navi come a "navi dallo starno aspetto". Ne conseguirono diversi incidenti. Nel giugno 1832 una nave della Compagnia britannica delle Indie orientali, la Lord Amherst, comparve al largo della costa della provincia di Hwanghae nel tentativo effettuare scambi commerciali, ma fu respinta. Nel giugno 1845 una nave da guerra britannica, la Samarang, esplorò la costa dell'isola di Jeju e della provincia di Chŏlla e il mese successivo il governo coreano presentò attraverso il governo cinese una protesta alle autorità britanniche di Guangzhou. Nel giugno 1846 tre navi da guerra francesi gettarono l'ancora al largo della provincia di Chungcheong e trasmisero una lettera di protesta contro la persecuzione dei cattolici nel Joseon. Nell'aprile del 1854 due vascelli russi armati navigarono lungo la costa orientale della provincia di Hamgyong, causando alcuni morti e feriti tra i coreani che incontrarono. L'incidente spinse il governo coreano a emanare un bando che vietava agli abitanti della provincia di avere contatti con navi straniere. Nel gennaio e nel luglio del 1866 navi guidate dall'avventuriero tedesco Ernst Oppert apparvero al largo delle coste della provincia di Chungcheong, in cerca di scambi commerciali. Nell'agosto 1866 una nave mercantile statunitense, la General Sherman , apparve al largo della costa della provincia di Pyongan, navigando lungo il fiume Taedong verso la capitale provinciale di Pyongyang, e chiese il permesso di commerciare. Ne conseguì uno scontro ricordato come l'incidente del General Sherman, durante il quale l'intero equipaggio della nave statunistense fu ucciso. Sempre nel 1866, a seguito dell'esecuzione di alcuni missionari e di numerosi cattolici coreani, i francesi inviarono una spedizione punitiva contro la Corea. Cinque anni dopo, nel 1871, gli americani inviarono a loro volta una spedizione in Corea. Nonostante tutti questi eventi, i coreani continuarono ad adottare una politica isolazionista, rifiutando di negoziare l'apertura del Paese.

### Tentativi giapponesi di stabilire relazioni con la Corea
Durante il periodo Edo, le relazioni commerciali tra Giappone e la Corea erano condotte, attraverso intermediari, con il clan Sō dell'isola di Tsushima. A Tongnae, vicino a Pusan, i coreani permisero ai giapponesi di mantenere un avamposto chiamato waegwan. I commercianti erano confinati in questo avamposto e a nessun giapponese era permesso di recarsi nella capitale coreana, Seul. All'indomani del rinnovamento Meiji, alla fine del 1868, un membro del clan Sō informò le autorità coreane che era stato istituito un nuovo governo e che sarebbe stato inviato alla corte coreana un rappresentante del Giappone.
Nel 1869 l'inviato del governo Meiji arrivò in Corea presentando una lettera contenente il sigillo del governo Meiji anziché i sigilli autorizzati dalla corte coreana per il clan Sō; inoltre nella lettera, per indicare l'imperatore giapponese, era stato utilizzato il carattere ko (皇), che i coreani utilizzavano solo per riferirsi all'imperatore cinese, lasciando intendere che il monarca coreano fosse un vassallo o un suddito del sovrano giapponese. Conseguentemente i coreani rifiutarono di ricevere l'inviato, mantenendosi nell'orbita cinese. L'intenzione dell'Ufficio per gli Affari Esteri giapponese era quella di stabilire moderne relazioni tra Stati.

## Incidente di Ganghwa

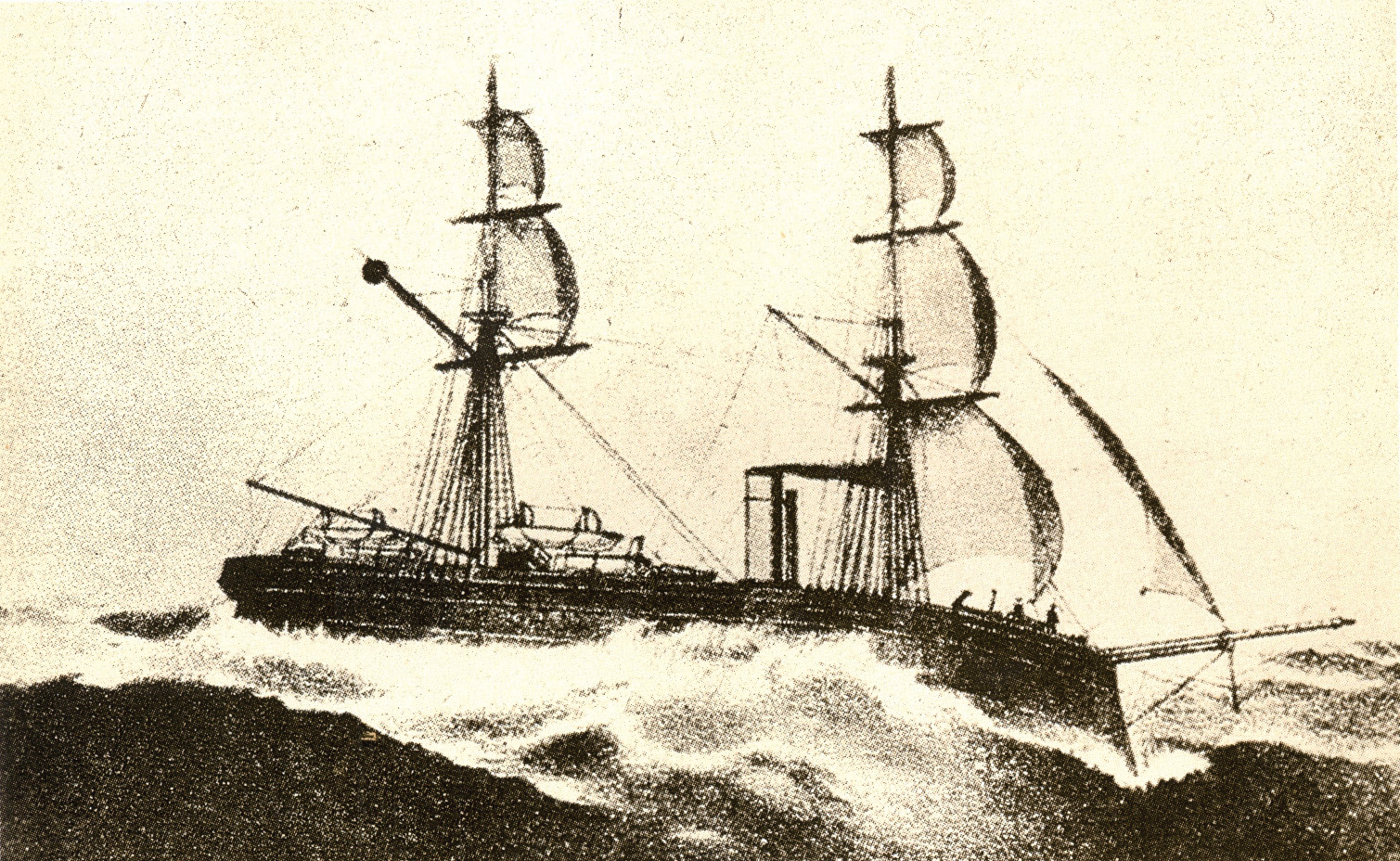
La cannoniera giapponese Un'yō

La mattina del 20 settembre 1875 la cannoniera giapponese Un'yō iniziò a sorvegliare la costa occidentale della Corea. La nave raggiunse l'isola di Ganghwa, che nel decennio precedente era stata teatro di violenti scontri tra coreani e forze straniere. Il ricordo di quegli scontri era molto fresco e c'erano pochi dubbi sul fatto che la guarnigione coreana avrebbe sparato contro qualsiasi nave straniera in avvicinamento. Ciononostante, il comandante Inoue Yoshika ordinò a una piccola imbarcazione di far sbarcare un gruppo di soldati sull'isola per chiedere acqua e provviste. I forti coreani aprirono il fuoco, ma l'Un'yō fece valere la sua superiore potenza di fuoco mettendo a tacere i cannoni nemici. Dopo aver bombardato le fortificazioni coreane, la squadra da sbarco giapponese incendiò diverse case e si scontrò con le truppe coreane. I giapponesi, armati di fucili più moderni, sbaragliarono rapidamente i coreani, che persero trentacinque soldati. L'Un'yo attaccò un altro forte coreano sull'isola di Yeongjong per poi rientrare in Giappone.
La notizia dell'incidente giunse al governo giapponese solo otto giorni dopo, il 28 settembre 1875, e il giorno successivo il governo decise di inviare navi da guerra a Pusan per proteggere i residenti giapponesi. All'interno del governo giapponese si discusse inoltre se inviare o meno una missione in Corea per risolvere l'incidente.

## Disposizioni del trattato
L'anno successivo una flotta giapponese guidata dall'inviato speciale Kuroda Kiyotaka giunse in Corea, chiedendo le scuse del governo coreano e un trattato commerciale tra le due nazioni. Il governo coreano decise di accettare la richiesta, nella speranza di importare alcune tecnologie per difendere il Paese da eventuali invasioni future.
Il 26 febbraio 1876 il Giappone e la Corea firmarono il trattato di amicizia Giappone-Corea, o trattato dell'isola di Ganghwa. Il Giappone impiegò la diplomazia delle cannoniere per spingere la Corea a firmare un trattato ineguale, così come la flotta di navi nere del commodoro Matthew Perry aveva fatto con il Giappone nel 1853. Il trattato pose fine allo status di Joseon come stato tributario della dinastia Qing, aprì tre porti al commercio giapponese e concesse ai giapponesi molti degli stessi diritti di cui godevano gli occidentali in Corea, come l'extraterritorialità.
I principali negoziatori del trattato furono Kuroda Kiyotaka, direttore dell'Ufficio di colonizzazione di Hokkaidō, e Shin Heon, generale e ministro della dinastia Joseon.
Gli articoli del trattato erano i seguenti:
- L'articolo 1 affermava che la Corea era una nazione libera, "uno Stato indipendente che gode degli stessi diritti sovrani del Giappone".
- L'articolo 2 stabiliva che il Giappone e la Corea si sarebbero scambiati inviati entro quindici mesi e avrebbero mantenuto permanentemente missioni diplomatiche nei due Paesi. L'inviato giapponese avrebbe conferito con il Ministero dei Riti mentre l'inviato coreano sarebbe stato ricevuto dal Ministero degli Esteri.
- In base all'articolo 3, il Giappone avrebbe usato nei comunicati diplomatici il giapponese e il cinese classico, mentre la Corea avrebbe usato il cinese classico.
- L'articolo 4 poneva fine al ruolo secolare dell'isola di Tsushima come intermediario diplomatico, abolendo tutti gli accordi allora esistenti tra la Corea e Tsushima.
- Oltre al porto di Pusan, l'articolo 5 autorizzava la ricerca, nelle province di Kyongsang, Kyonggi, Chungcheong, Cholla e Hamgyong, di altri due porti adatti al commercio giapponese, da aprire nell'ottobre 1877.
- L'articolo 6 assicurava aiuto e supporto alle navi incagliate o naufragate lungo le coste della Corea o del Giappone.
- L'articolo 7 consentiva a qualsiasi marittimo giapponese di condurre qualsiasi indagine e operazione di mappatura nei mari al largo della penisola coreana.
- L'articolo 8 consentiva ai mercanti giapponesi la residenza, il commercio senza ostacoli e il diritto di affittare terreni ed edifici a tali scopi nei porti aperti.
- L'articolo 9 garantiva la libertà di condurre affari senza interferenze da parte dei governi e di commerciare senza restrizioni o divieti.
- L'articolo 10 concedeva al Giappone il diritto di extraterritorialità, l'elemento dei precedenti trattati con gli occidentali che più di ogni altro era stato contestato in Asia. Non solo dava agli stranieri la possibilità di commettere crimini con relativa impunità, ma la sua inclusione implicava che il sistema giuridico della nazione concedente fosse primitivo o ingiusto.

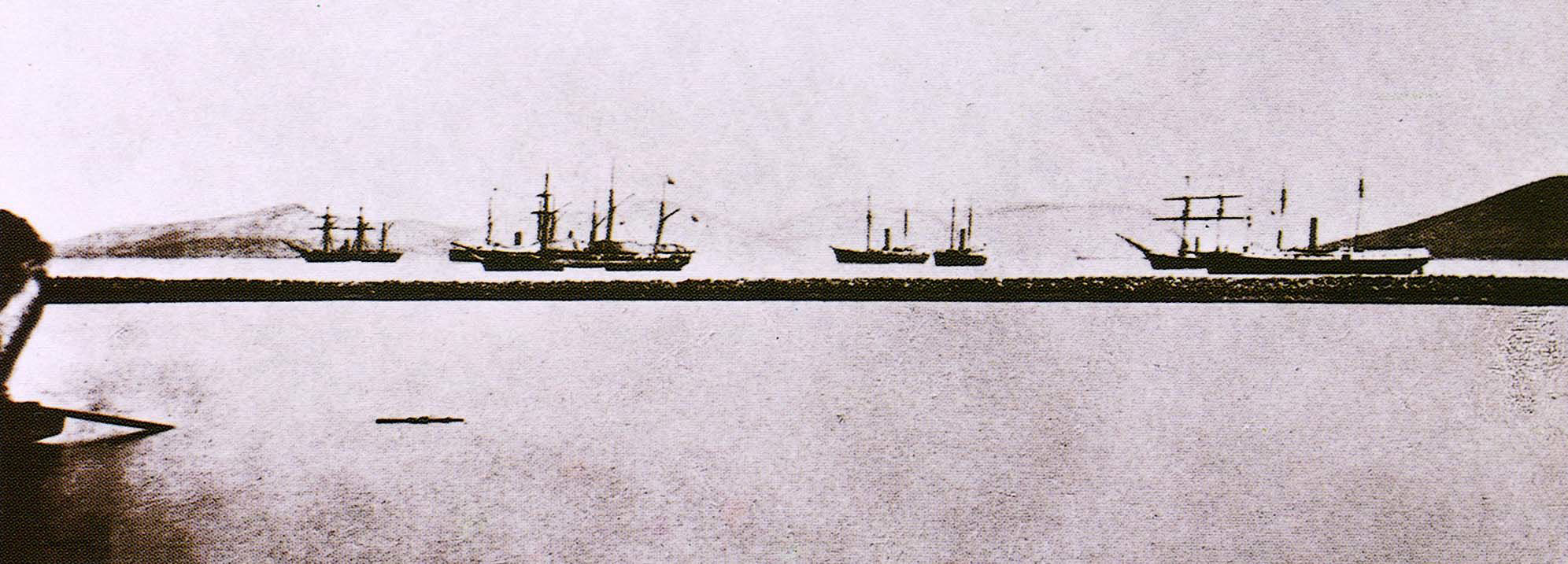
Navi della marina imperiale giapponese a Pusan, in viaggio verso l'isola di Ganghwa, 16 gennaio 1876. Erano presenti 2 navi da guerra (Nisshin, Moshun), 3 trasporti truppe e una nave di linea per l'ambasciata guidata da Kuroda Kiyotaka
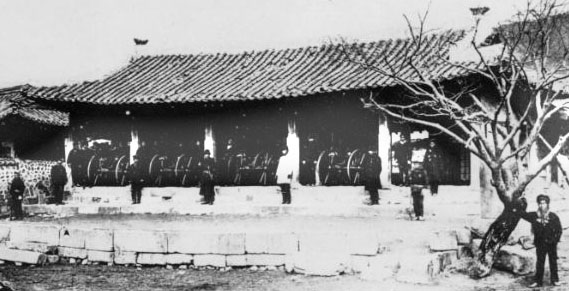
Quattro mitragliatrici Gatling piazzate a Ganghwa dalle truppe giapponesi durante la missione Kuroda del 1876